# Museo ferroviario
Un museo ferroviario è un museo dedicato alla storia o alla tecnologia del trasporto ferroviario. Può comprendere locomotive (a vapore, diesel, elettriche e sperimentali), vetture ferroviarie, carri, veicoli di servizio e manutenzione e tram; può esporre segnali ferroviari, attrezzi e vestimenti specifici.
Alcuni musei ferroviari comprendono anche brevi ferrovie dismesse al servizio ordinario o tracciati ferroviari su cui è possibile movimentare il materiale rotabile funzionante.

## Musei ferroviari per paese

### Armenia
- Museo ferroviario armeno

### Francia
Il museo ferroviario più grande del Paese è la Cité du train, a Mulhouse.

### Germania
Il Verkehrsmuseum Nürnberg, a Norimberga, ospita il museo nazionale delle Deutsche Bahn.

### Italia
Esistono vari musei gestiti sia da Fondazione FS Italiane che da associazioni private in varie regioni italiane.

#### Campania
- Museo nazionale ferroviario di Pietrarsa, a Pietrarsa di Portici (NA) gestito da Fondazione FS Italiane[1].

#### Friuli-Venezia Giulia
- Museo ferroviario di Trieste Campo Marzio, a Trieste, gestito da Fondazione FS Italiane[1].

#### Piemonte
- Museo del trasporto ferroviario attraverso le Alpi, a Bussoleno (TO)
- Museo ferroviario di Suno, a Suno (NO)
- Museo Ferroviario Piemontese, a Savigliano (CN)[2]

#### Puglia
- Museo ferroviario della Puglia, a Lecce

#### Lazio
- Parco museo ferroviario Met.Ro Roma Porta San Paolo, a Roma
- Ferrovia-Museo della stazione di Colonna. Vasta collezione di rotabili e attrezzature poste nell'area della dismessa linea ferroviaria Roma-Fiuggi-Alatri-Frosinone[3].

#### Lombardia
- Museo ferroviario del Verbano, a Luino (VA)

Padiglioni a tema ferroviario sono presenti anche al Museo nazionale della scienza e della tecnologia Leonardo da Vinci di Milano e al Museo delle industrie e del lavoro del Saronnese di Saronno.

#### Sardegna
- Museo delle ferrovie della Sardegna, a Monserrato (CA)
- Museo Ferroviario Sardo, a Cagliari

#### Sicilia
- Spazio Espositivo Rotabili Storici: esposizione dedicata alla storia della Ferrovia Circumetnea, con alcuni rotabili, creata negli spazi-rimessa della stazione di Bronte[4].

#### Veneto
- Museo ferroviario della stazione di Verona Porta Vescovo, a Verona

### Regno Unito
- National Railway Museum, a York
- Swindon Steam Railway Museum, a Swindon

### Repubblica Ceca
- Museo nel Castello nuovo di Studénka, nella Regione di Moravia-Slesia

### Svizzera
- Ferrovia Museo Blonay-Chamby: è una linea ferroviaria a scartamento metrico utilizzata per treni d'epoca e amatoriali e come collegamento per il Museo dello scartamento ridotto di Chaulin.